# Collective Action Clause
Collective Action Clause (im Folgenden: CAC) ist eine Klausel in Anleihebedingungen, die eine Änderung einzelner Bedingungen von der Zustimmung der Mehrheit der Gläubiger abhängig macht und im Falle der mehrheitlichen Zustimmung für sämtliche Anleihegläubiger bindend ist. Der englische Begriff „collective action“ (kollektives Handeln) wurde aus der Soziologie entlehnt.

## Herkunft
Die CAC stammt aus dem angelsächsischen Recht und wurde nach dem Staatsbankrott Argentiniens (Dezember 2001) eingeführt. Anliegen war, staatliche Schuldenkrisen kontrolliert abwickeln zu können, wenn von großen institutionellen Investoren, Bankkonsortien bis hin zu weltweit verstreuten privaten Anleihegläubigern die Gläubigerinteressen atomistisch verteilt waren. Oft waren wenige, nicht zustimmende Anleihegläubiger der Grund dafür, dass ein Schuldnerstaat an der Durchsetzung einer von der Mehrheit gebilligten Restrukturierung durch eine ablehnende Minderheit gehindert war („Holdout-Problem“). Zumeist verfolgten Minderheiten bewusst die Taktik eines „Holdouts“ (deutsch „Verweigerung“), um für sich den Nachteil eines Schuldenschnitts zu verhindern. Weltweit bestand Bedarf, das Krisenmanagement zu verbessern und die CAC zum Marktstandard zu erheben. Die ersten CAC waren noch uneinheitlich, sodass sich die G10 veranlasst sahen, Empfehlungen zur Harmonisierung einzuführen. Die erste bedeutsame Staatsanleihe mit CAC auf der Grundlage der G10-Vorschläge war eine Mexiko-Anleihe vom Februar 2003 über 1 Mrd. US$, und bereits im Jahre 2005 waren 95 % aller neu emittierten Staatsanleihen mit dieser Klausel ausgestattet. In der Mexiko-Anleihe befand sich die CAC noch im Widerspruch zu den konventionellen Anleihebedingungen anderer Staaten, in Kürze folgten dann jedoch Uruguay oder Brasilien.

## Rechtsfragen
Die CAC entstand aus dem Fehlen eines Regelwerks für Staatsinsolvenzen und den schwierigen Verhandlungen eines Schuldnerstaates mit seinen atomisierten Anleihegläubigern. Rechtliches Vorbild waren Konsortialkredite, bei denen ähnliche Zustimmungsklauseln zur Anwendung kommen. Die hier koordinierend zuständige LMA sieht in ihren Standardverträgen bei wesentlichen Vertragsänderungen die Zustimmung von 2/3 der Gläubiger vor; liegt diese Zustimmung vor, sind alle Gläubiger an die Änderung gebunden. Bei Einführung der CAC wurde argumentiert, dass die Vielzahl der Anleihegläubiger bei anstehenden Änderungen nur dann gleichbehandelt werden könne, wenn im Rahmen einer „konzertierten Aktion“ über die Änderung der Anleihebedingungen abgestimmt werde und die Mehrheitsentscheidung für alle Anleihegläubiger gelte.
Es handelt sich um außergerichtliche Restrukturierungen, die die CAC ermöglicht. Kern der CAC bildet die Bestimmung über die Mehrheitsentscheidung, die wiederum aus 4 Komponenten besteht. Erforderliche Mehrheiten beginnen meist bei 75 %, doch gibt es auch 85 %-Mehrheiten. Ist die für die Mehrheitsentscheidung erforderliche Mindestquote erreicht, so bestimmt die CAC, dass diese Mehrheitsentscheidung für sämtliche Anleihegläubiger bindend ist. Zwar kann die CAC sämtliche Anleihebedingungen betreffen, doch ist ihre praktische Anwendung meist auf Zins- und Tilgungsmodalitäten, Umschuldung, Schuldenerlass und Konsolidierung beschränkt. Bei Zahlungseinstellung durch den Anleiheschuldner wird nahegelegt, die Entscheidung über Kündigung und Klageerhebung vom Erreichen einer qualifizierten Minderheit von mindestens 25 % des ausstehenden Nennwerts abhängig zu machen.
In Deutschland regelte das Schuldverschreibungsgesetz (SchVG) vom Dezember 1899, auf welche Weise die Gläubiger einer Anleihe auf die in den Schuldverschreibungen verbrieften Rechte einwirken können, indem sie bestimmten Änderungen der Anleihebedingungen zustimmen. Das kann während der Laufzeit einer Anleihe aus verschiedenen Gründen erforderlich sein, vor allem in der Krise oder in der Insolvenz des Anleiheschuldners. International war bezweifelt worden, ob die übliche CAC nach deutschem Recht überhaupt zulässig ist. Diese Zweifel werden durch das neue SchVG beseitigt. Seit Juli 2009 ist die CAC in § 5 SchVG enthalten, wobei eine nennwertbezogene Mehrheit von mehr als 75 % zur Änderung einzelner Anleihebedingungen erforderlich ist. Danach können auch wesentliche Anleihebedingungen insgesamt für alle Gläubiger geändert werden, sofern lediglich eine Mehrheit der Gläubiger zustimmt. Die Anleihebedingungen können nach § 4 SchVG nur durch sämtliche Gläubiger oder durch eine 75%ige nennwertbezogene Gläubigermehrheit, dann wirksam für alle Gläubiger (§ 5 Abs. 2 SchVG), geändert werden (kollektive Bindung), sodass ihre Gleichbehandlung durch den Schuldner gewährleistet ist. Das Gesetz enthält in § 5 Abs. 3 SchVG eine nicht abschließende Aufzählung änderungsfähiger Anleihebedingungen, insbesondere die Verringerung oder Änderung der Fälligkeit von Zinsen und Hauptforderung. Nach § 1 Abs. 2 SchVG gilt dieses Gesetz ausdrücklich nicht für ausländische Emittenten und deutsche Schuldner in der Rechtsform der juristischen Person des öffentlichen Rechts (Bundes-, Länder- oder Kommunalanleihen). Damit wird die CAC nicht in deutsche öffentliche Anleihen aufgenommen. Grund ist, dass das SchVG eine Insolvenz des Anleiheschuldners verhindern soll, deutsche Gebietskörperschaften aber insolvenzunfähig sind.
Rechtlich ungeklärt ist, ob die CAC eine unangemessene Benachteiligung des Anleiheschuldners oder der Gläubigerminderheit nach § 307 BGB darstellt. Die Bundesregierung ist der Auffassung, dass dies nicht der Fall ist, sofern sich die CAC am Leitbild des SchVG orientiert.

## Aufnahme der CAC in Gesetze
Viele andere Staaten haben inzwischen die CAC in ihre Finanzgesetzgebung aufgenommen, sodass bei Bedarf auf sie zurückgegriffen werden kann. Von Januar 2013 an wird in allen Staatsanleihen der EU-Mitgliedstaaten nach Artikel 12 Abs. 3 ESM-Vertrag eine standardisierte, identische Umschuldungsklausel aufgenommen werden. Sie wird mit US-amerikanischem und englischem Recht vereinbar sein. Die ISDA ist der Auffassung, dass diese gesetzliche Einführung einer CAC für sich allein kein Kreditereignis auslöst, sodass wegen der bloßen gesetzlichen Einführung keine Zahlungen aus Credit Default Swaps von deren Sicherungsgeber zu leisten sind. Gleichwohl kann die Anwendung der CAC ein Kreditereignis auslösen. Am 10. März 2012 hatte das ISDA Determinations Committee entschieden, die vorangegangene Umschuldungsaktion Griechenlands trotz einer hohen freiwilligen Beteiligungsquote als Kreditereignis einzustufen. Griechenland wolle alle Anleihegläubiger nach griechischem Recht zum Forderungsverzicht zwingen, weil das Land zu diesem Zweck vorsorglich bereits ein Gesetz verabschiedet hatte, das die Möglichkeit eröffnet, alte Anleihen rückwirkend mit CAC auszustatten. Grund war, dass nur 83,5 % – statt der erforderlichen 90 % – der privaten Anleihegläubiger mit einem Schuldenschnitt einverstanden waren und deshalb die für diesen Fall vorgesehenen gesetzlichen Umschuldungsklauseln in Kraft treten. In diesem Falle kam es der ISDA darauf an, dass nicht die vorsorgliche gesetzliche Einführung der CAC bereits ein Kreditereignis darstellt, sondern erst die konkrete Anwendung dieses Gesetzes, die dann zu einer zwangsweisen Zustimmung der Minderheiten führt. Kommen mithin die in der CAC-Klausel vorgesehenen Mehrheiten zustande, so stellt eine Umschuldung, Schuldenerlass oder Zinssenkung als Folge der Abstimmung ein Kreditereignis dar. Dieses bewirkt Zahlungspflichten beim Credit Default Swap, sofern eine dieser Maßnahmen als „Credit Event“ definiert ist.
Werden CACs in Staatsanleihen aufgenommen, so wäre deren Mündelsicherheit nicht mehr gewährleistet.